# Școala din deal din Sighișoara

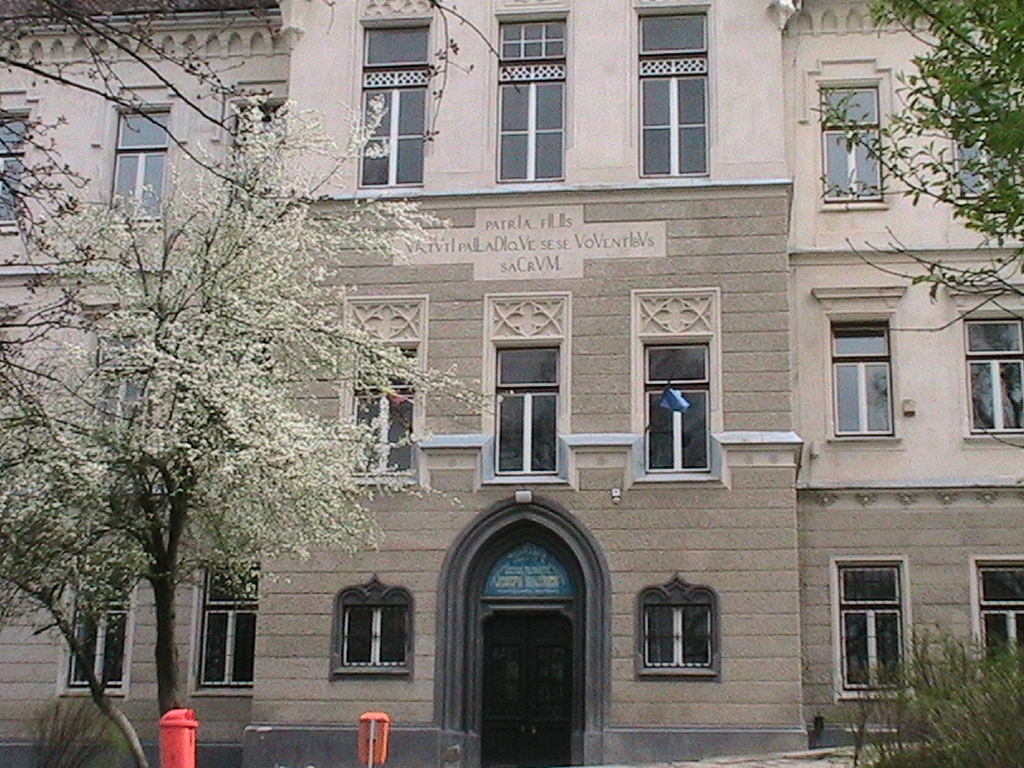
Şcoala din deal

Școala din deal din Sighișoara, astăzi liceul „Josef Haltrich”, este una din cele mai vechi școli din Transilvania. Este clasată ca monument istoric, cod LMI MS-II-a-A-15973.

## Istoric
Prima atestare istorică a unei școli la Sighișoara este din anul 1522, când sfatul orașului regal Sighișoara a donat rectorului școlii o haină în valoare de 4 florini ca să dovedească străduință în munca cu tineretul („Baccalaureato Rectorii scolae causa unis vesti, ut haberet diligensium cum juvenibus”). Ciclul superior încă nu exista, absolvenții primind titlul de litteratus, nu magister, dar aveau dreptul de a se înscrie totuși la câteva universități. În perioada 1402-1520 95 de studenți sighișoreni au studiat la Universitățile din Cracovia și din Viena. Limba de predare era probabil latina.
În anul 1607-1608 s-a deschis o schola maioris („școală majoră”) pe actualul deal al școlii, iar în 1619 primarul Martin Eisenburger a dat dispoziție să se construiască încă o clădire lângă clădirea existentă, această nouă clădire purtând inscripția Schola Seminarium Reipublicae-1619. Clădirea nouă are la bază un turn de apărare provenit de la o fortificație mai veche.
În 1620 rectorul Simon Hartmann a organizat clasele medii după modelul celor mai importante trei școli din Transilvania la ora aceea (Brașov, Sibiu și Bistrița), absolvenții având dreptul de a se prezenta la orice universitate. S-au introdus patru nivele: quatra, tretia, secunda și prima. Elevii din clasa prima aveau și un așa-zis coetus (un organ de administrație proprie). Existau grupe de poetica și retorica, iar alumnii avea un convict.
În 1652 școala a angajat și un lector în afara rectorului, după 1700 înca unul, iar după un sfert de secol un al treilea, apoi și un co-rector. În 1676 un incendiu a distrua trei sferturi din clădirile Sighișoarei și, chiar dacă edificiul școlar nu a fost afectat, această calamitate a dus la scăderea numărului elevilor. 
În 1642 s-a construit așa-numita „Scară acoperită” (numită și „Scara elevilor”), care leagă Orașul de Sus cu școala. Inițial avea 300 de trepte, acum (2011) are 176.

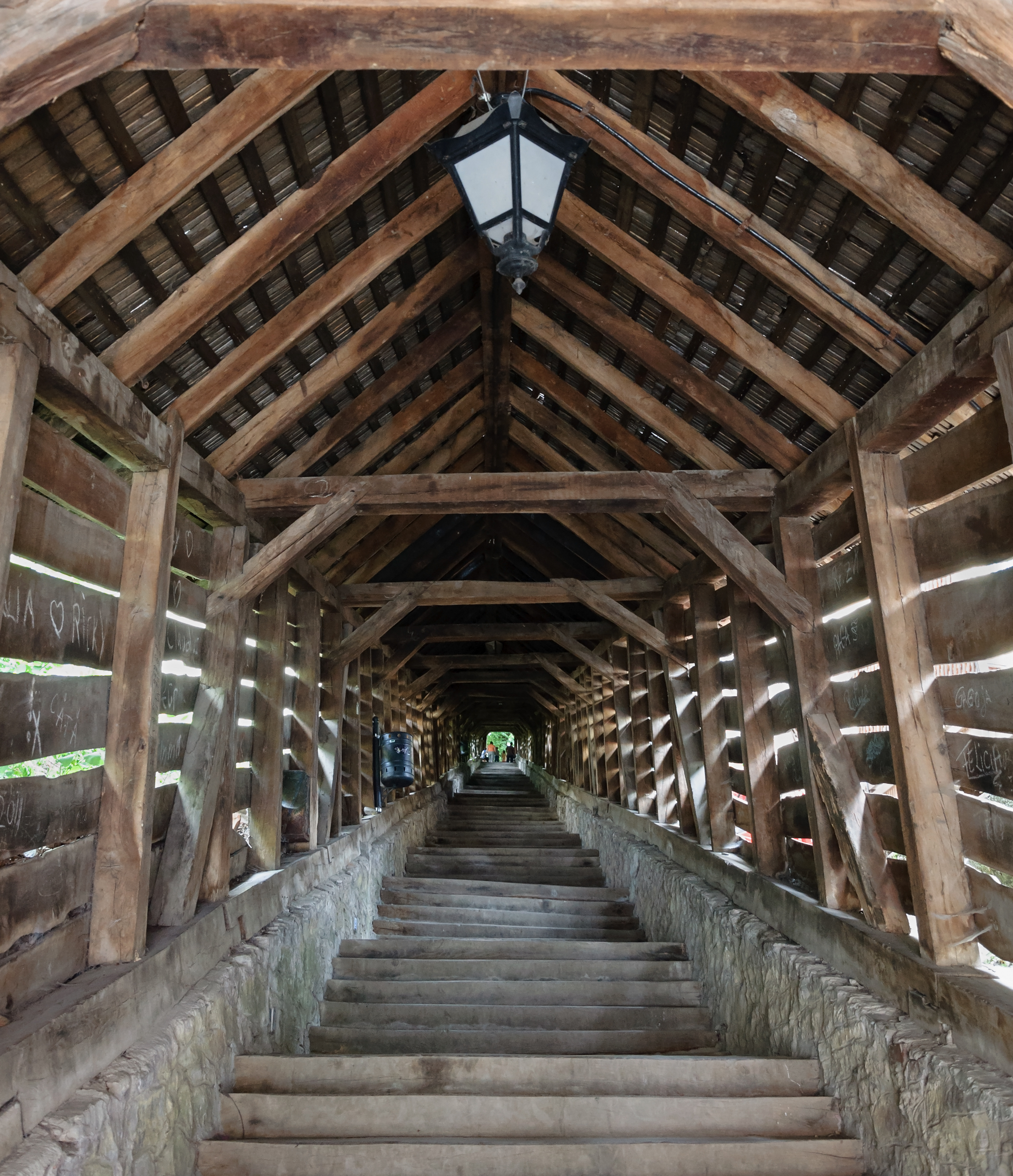
Scara acoperită

Începând cu 1675 se introduc examene regulate, compuneri în limba germană, iar după absolvire (care includea o cuvântare liberă, publică) elevii primeau o recomandare.
În 1684 a început construirea bibliotecii școlare din inițiativa rectorului Martin Kelp (1684-1687).
În 1686 erau înscriși la școală 200 de elevi în ciclul inferior și 19 tineri în clasele superioare.
În 1691 parterul incintei de învățământ a fost ocupat de trupele imperiale, iar în 1709 s-a declanșat o devastatoare epidemie de ciumă care a omoarât o treime din populație.

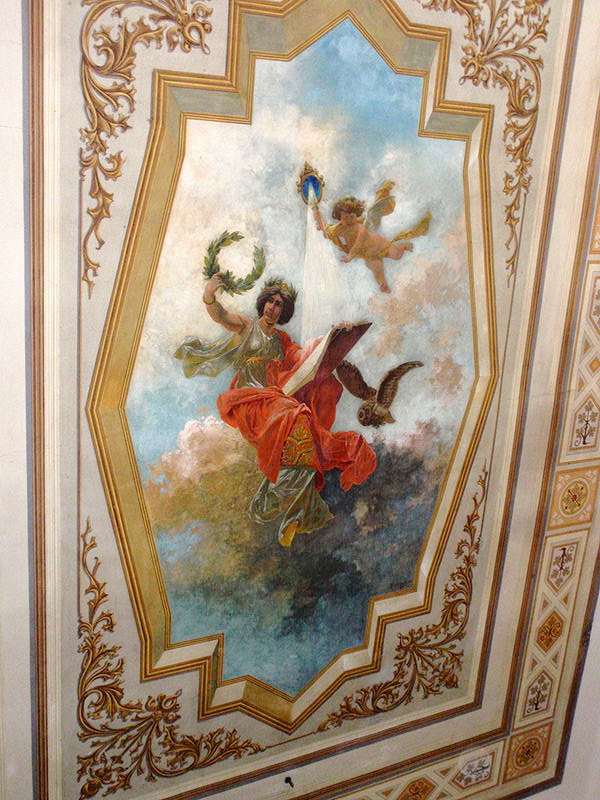
Frescă din incinta şcolii

Ulterior s-au introdus cursuri de filosofie, limba de predare devine germana, a început predarea materiilor reale. 
În anul 1772 legi introduse de rectorul Schenker au reglat printre altele viața interniștilor, așa-numiții togați (deoarece purtau togi). Elevii care nu locuiau la internat purtau o clamido (hlamidă), erau numiți clamidați, și au primit și ei regulamentul lor în 1818.
Prin 1790 a început construierea clădirii în care se află școala astăzi. La intrare are inscripția „PATRIAE FILIIS VIRTUTI PALLADIQUE SESE VOVENTIBUS SACRUM“ („Fiilor patriei dedicați virtuții și înțelepciunii sa le fie sacru lăcaș”). Inițial avea doar parter și un etaj.
În 1823 rectorul Paul Binder prezintă un nou plan de învățământ conform căruia școala urma să fie împărțită în trei: un seminar pentru învățători și predicanți, școală cetățenească și „școală de învățați”.
Din 1850 școala era o școală gimnazială cu 8 clase, unde studiul științelor naturii a stat în prim plan. Sunt acum acceptați și elevi ale altor confesiuni religioase, și se introduce studiul limbilor maghiară și română ca materii facultative.
În 1901 s-a reconstruit clădirea principală, se adaugă un etaj, și școala a fost redenumită Gimnaziul Episcop Teutsch, după fostul rector.
Începând cu 1924-1925 școala a adoptat legile școlare din România ca urmare a unirii Transilvaniei cu România.
În 1942 Grupul Etnic German din România (Deutsche Volksgruppe Rumäniens) a preluat administrația școlii de la Biserica evanghelică.
Între 1945-1948 școala este din nou sub administrația Bisericii evanghelice, și din 1947 coetus-ul este dizolvat definitiv, elevii trebuind să devină membri ai Uniunii Asociațiilor Elevilor din România.
Odată cu reforma școlară din 1948 autonomia școlii a luat sfârșit. Școala a fost preluată de stat și a devenit Școala pedagogică germană, care a existat până în 1956 când a fost transformată în Școala medie mixtă (clasele 8-11).
Din 1952 s-a numit Liceul nr. 2, o școală română cu secție germană.

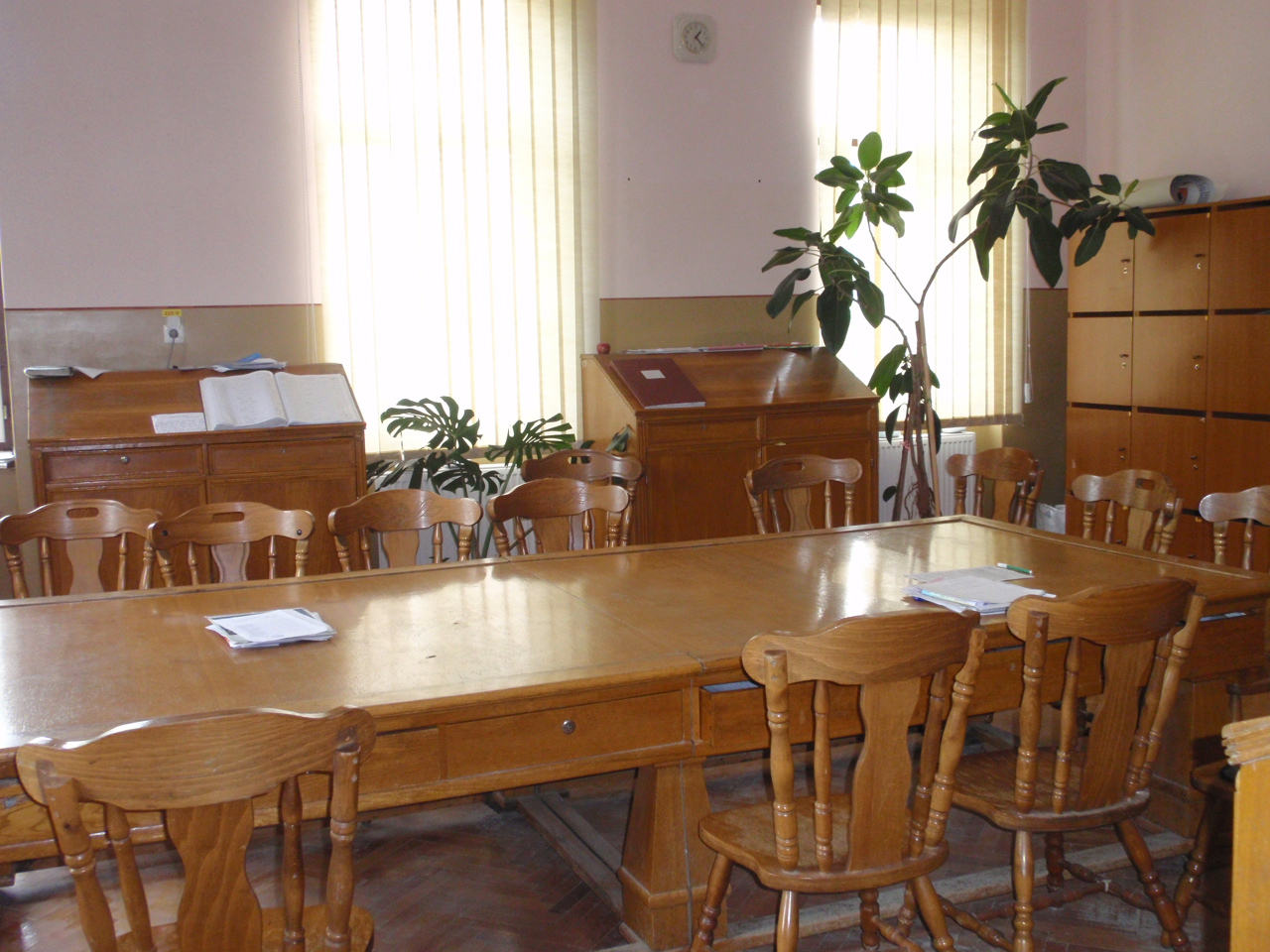
Cancelaria

Cu ocazia aniversării a 450 de ani, școala a primit din nou un alt nume, Liceul Joseph Haltrich, în amintirea fostului rector și scriitor.
Din 1980, ca urmare a reorganizării liceelor, școala s-a numit Liceul industrial Joseph Haltrich.
După Revoluția din 1989, școala s-a numit Liceul teoretic Joseph Haltrich, cu limbi de predare română și germană.

## Colecții
- Școala deține un ierbar cu peste 1000 de specimene, colecție inițiată de profesorul Franz Friedrich Fronius și care include specimene primite de la alți botaniști cunoscuți ai vremii: Michael Fuss (Sibiu), Jakob Juratzka (Viena), Heinrich Wilhelm Reichardt (Jihlava), Josephine Kablik (Vrchlabí), Francesco Ambrosi (Trento) și alții din Württemberg și Berlin. Include un miniierbar de mușchi.
- Așa-numita „Colecție de melci Reinhardt” este și ea din secolul al XIX-lea. A fost donată de farmacistul Karl Reinhardt, originar din Sighișoara, care s-a stabilit la Sebeș. Colecția cuprinde ca 100 de specimene din Transilvania, din restul Europei și chiar din locuri mai exotice.
- Colecția de păsări și mamifere împăiate cuprinde ca 500 de specimene. Multe exemplare aparținuseră colecției private a profesorului de biologie Heinrich Höhr, care a predat la această școală timp de 48 de ani (1900-1948). Colecția de păsări cuprinde și specimene donate de către fabricantul (și ulterior inspector regional de vânătoare) Wilhelm Leonhardt.
- Colecția de resturi fosile ale unor mamifere mari cuprinde peste 100 de fragmente de schelet, dinți, coarne.
- Colecția de specimene geologice, inițiată de Heinrich Höhr și completată de prof. Eckhard Hügel în anii 1970.

## Rectori și profesori
- Elias Ladiver (1630-1686)
- Martin Kelp (1659-1694)
- Georg Haner (1672-1740)
- Johann Christian Baumgarten (1765-1843)
- Georg Daniel Teutsch (1817-1893)
- Georg Friedrich Marienburg (1820-1881)
- Friedrich Müller (1828-1915)
- Franz Friedrich Fronius (1829-1886)
- Josef Haltrich (1869-1872)
- Heinrich Höhr
- Eckhard Hügel
- Hans Zultner
- Michael Albert (1936-1893)
- Emil Silbernagel (1841-1901), profesor de muzică
- Heinz Brandsch (1889-1953), rector

## Imagini

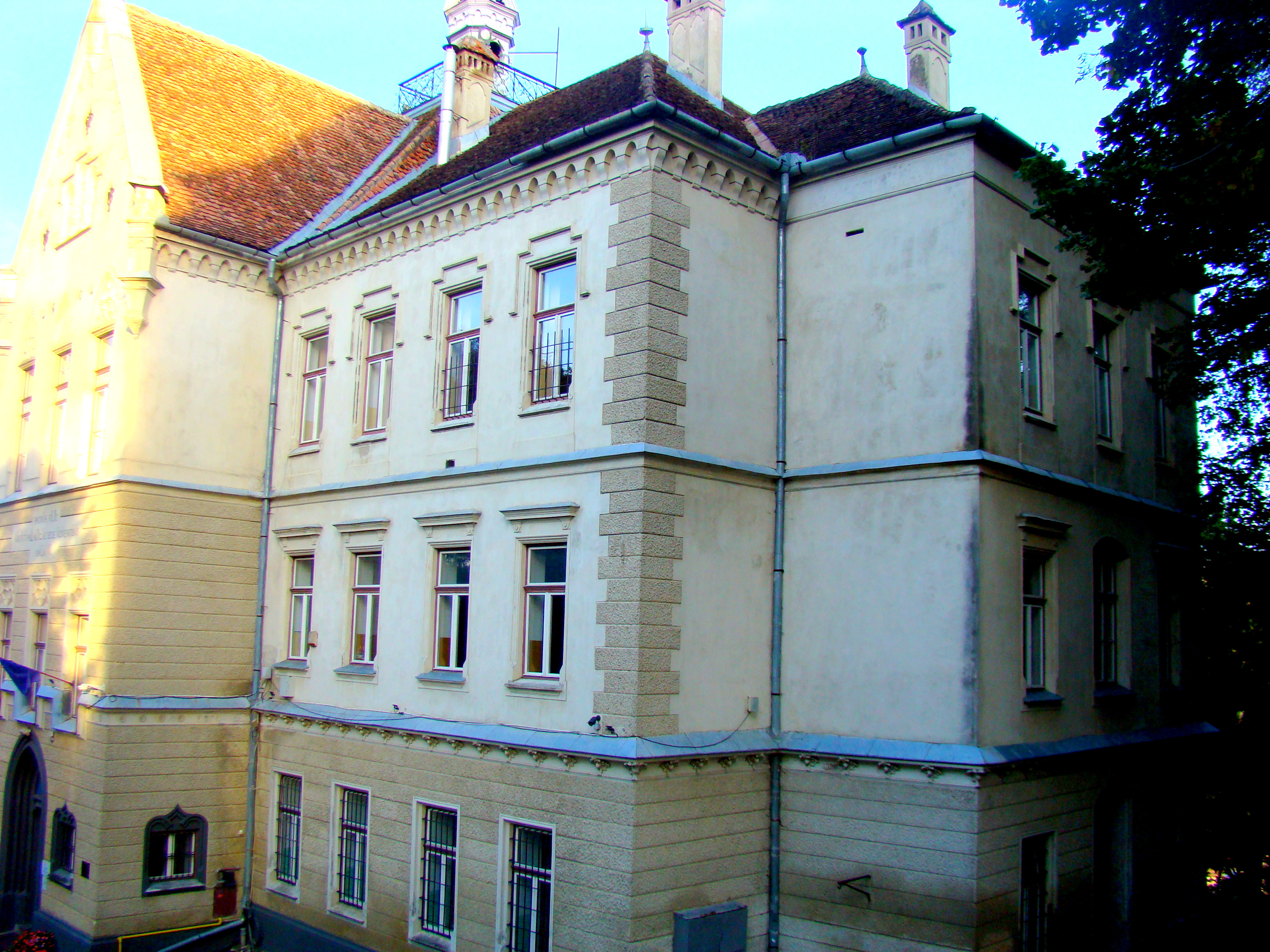
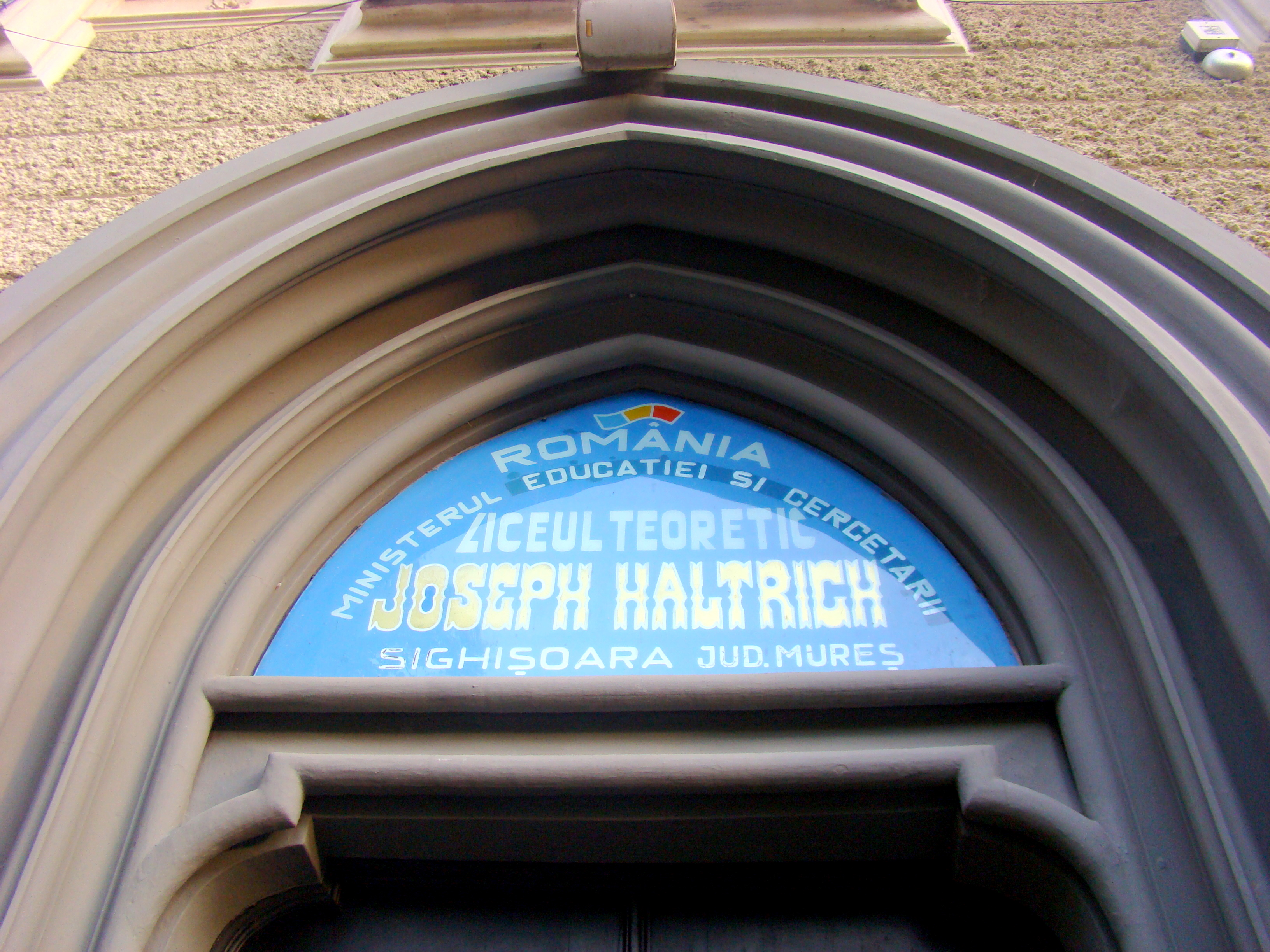
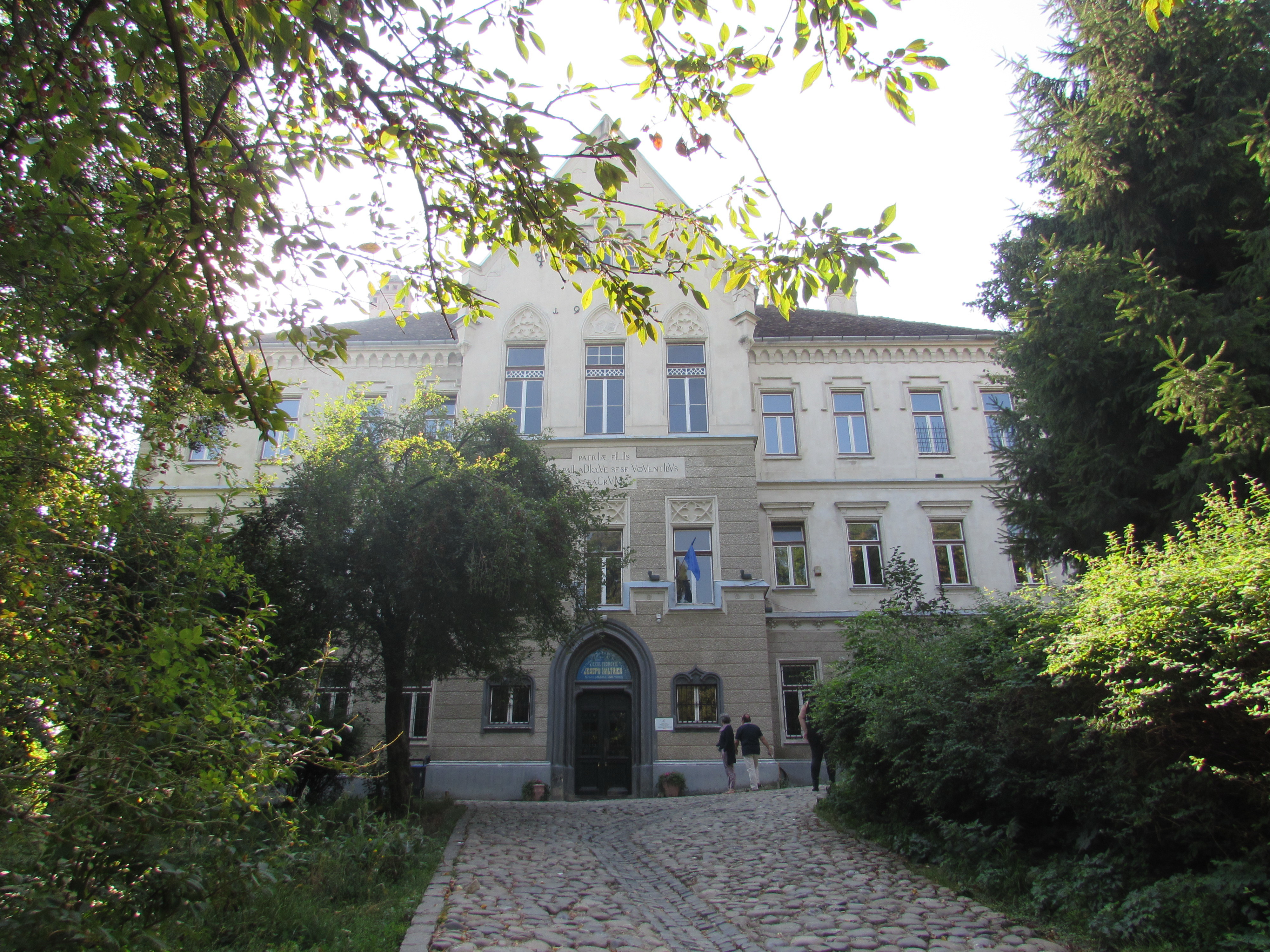
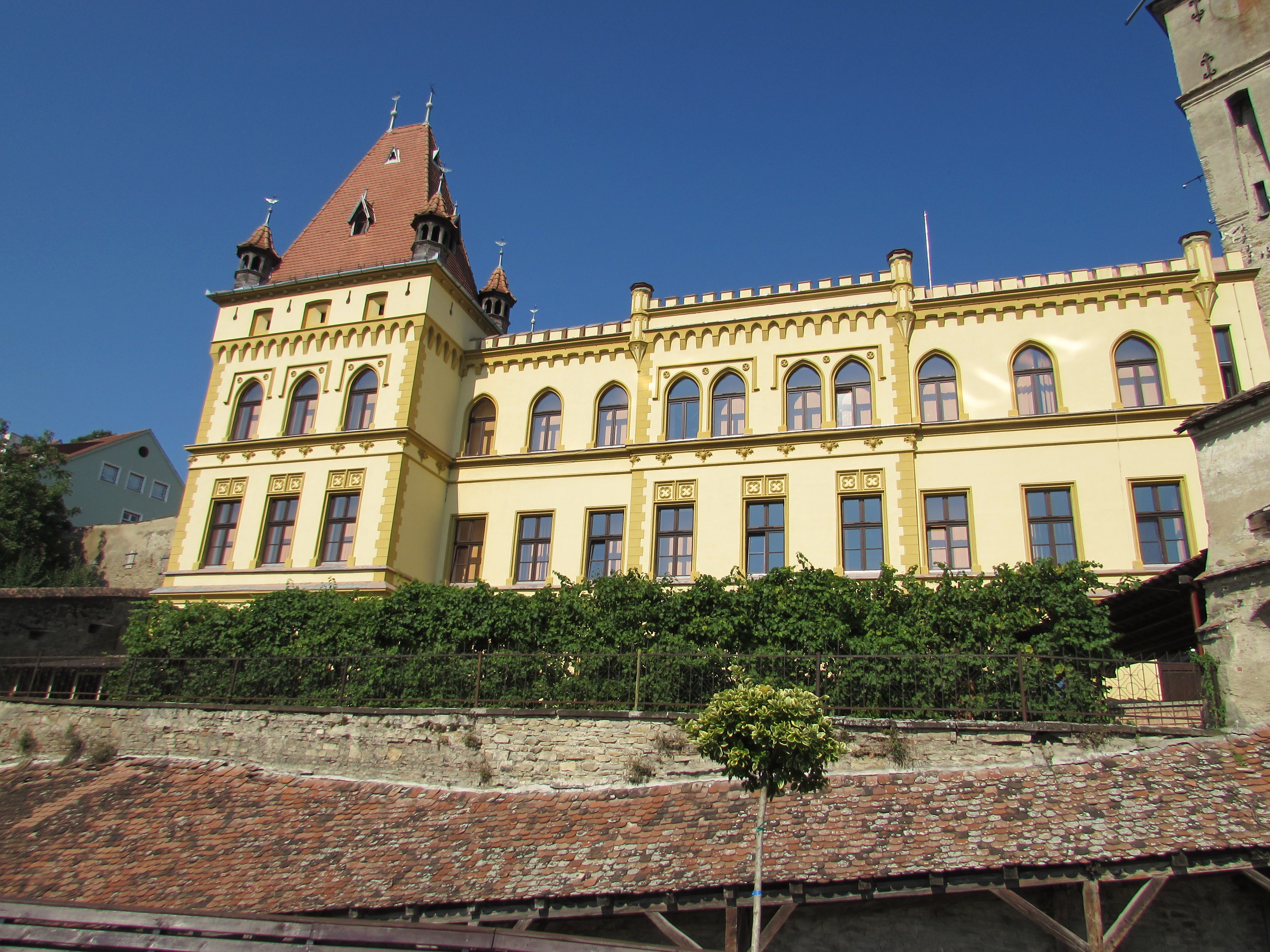

## Absolvenți
- Johann Kelp (1673-1708)
- Johann Michael Ackner (1782-1862)
- Michael von Melas
- Marie Stritt
- Hermann Oberth
- Roland Gunesch
- Dieter Schlesak (1934-2019)